# Samotlor
Samotlor est le plus grand gisement pétrolier de Russie et l'un des dix plus grands au monde. Découvert en 1967, il se trouve près du lac du même nom, en Sibérie occidentale (GPS : 61° 7′N 76° 45′ E), au cœur de l'une des zones pétrolières les plus riches du monde.
Il contient 44.6 Gbbl initialement en place, dont 20 à 23 récupérables, parmi lesquels 16 ont déjà été extraits. Le gisement fut développé agressivement (injection d'eau massive), la production partant de zéro en 1970 pour atteindre en 1980 un pic à 3.5 Mbbl/j (et non 7.4 comme l'affirment de nombreuses sources qui confondent probablement avec l'ensemble de la région), ce qui en faisait le 2e du monde après Ghawar.
Cette production rapide, motivée par le besoin en devise de l'URSS, épuisa le gisement (et endommagea même son réservoir) et la production chuta précipitamment lors des deux décennies suivantes - le déclin de Samotlor et d'autres gisements pesa d'ailleurs très lourd dans la destinée de l'URSS. La production tomba à environ 300 kbbl/j.
À partir de 1999, sous l'égide de TNK (compagnie russe appartenant à 50 % à British Petroleum), le gisement fut réhabilité, avec plus de 4 500 nouveaux puits forés, ce qui permit de stabiliser la production. Le gisement reste le premier de Russie en termes de production journalière.